# Samuel John Stone

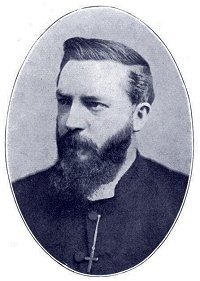
Samuel John Stone

Samuel John Stone (* 25. April 1839 in Whitmore, Staffordshire, England; † 19. November 1900 in Charterhouse, Somerset) war anglikanischer Geistlicher und Kirchenlieddichter.

## Leben
Stone erhielt seine Ausbildung am Pembroke College, Oxford. Nach seiner Ordination als Geistlicher wurde er zunächst 1862 Vikar, 1870 in der Kirche St. Paul’s in Haggerston, heute Bestandteil des London Borough of Hackney. 1874 erhielt er die Stellung seines Vaters William Stone, der ebenfalls in St. Paul’s als Pfarrer gearbeitet hatte.

## Werk
In der Anglikanischen Kirche wirkte er erfolgreich als Kirchenlieddichter. Von seinen mindestens 55 Liedtexten ist der bekannteste The Church’s one Foundation, der in mehrere Sprachen übersetzt wurde, darunter auch 1898 von Anna Thekla von Weling ins Deutsche (Die Kirche steht gegründet). Das Lied ist mit der Melodie von Samuel Sebastian Wesley unter der Nr. 264 in das Evangelische Gesangbuch, unter Nr. 482 ins katholische Gotteslob (ö-Lied) aufgenommen worden.